# Museo Bandini
Il Museo Bandini si trova a Fiesole. Fu fondato dal canonico Angelo Maria Bandini nel 1795, nella chiesa di Sant'Ansano. Alla sua morte il Bandini lasciò per testamento il museo al Capitolo Fiesolano.

## Storia e descrizione
Nel 1913, l'architetto Giuseppe Castellucci venne incaricato della costruzione, dietro la Cattedrale, della palazzina, che da allora divenne sede del Museo.
La sala a terreno contiene terrecotte robbiane (una di queste è l'Effigie del giovane detto sant'Ansano di Andrea Della Robbia), lavori scolpiti, frammenti di sculture antiche, mobili intarsiati, bassorilievi in marmo ed in steatite ed un vetro dorato del XIV secolo rappresentante una Pietà.
Le due sale al primo piano contengono tavole, quadri di differenti epoche, che vanno dal XIII al XVII secolo. Molte sono di artisti ignoti, alcune sono di Neri di Bicci; di Jacopo del Sellaio, pannelli con i Trionfi; di Bicci di Lorenzo; di Giovanni del Biondo, Incoronazione della Vergine; di Taddeo Gaddi, Annunciazione; di Nardo di Cione, Madonna del parto; di Lorenzo Monaco, Crocifissione.

## Percorso espositivo

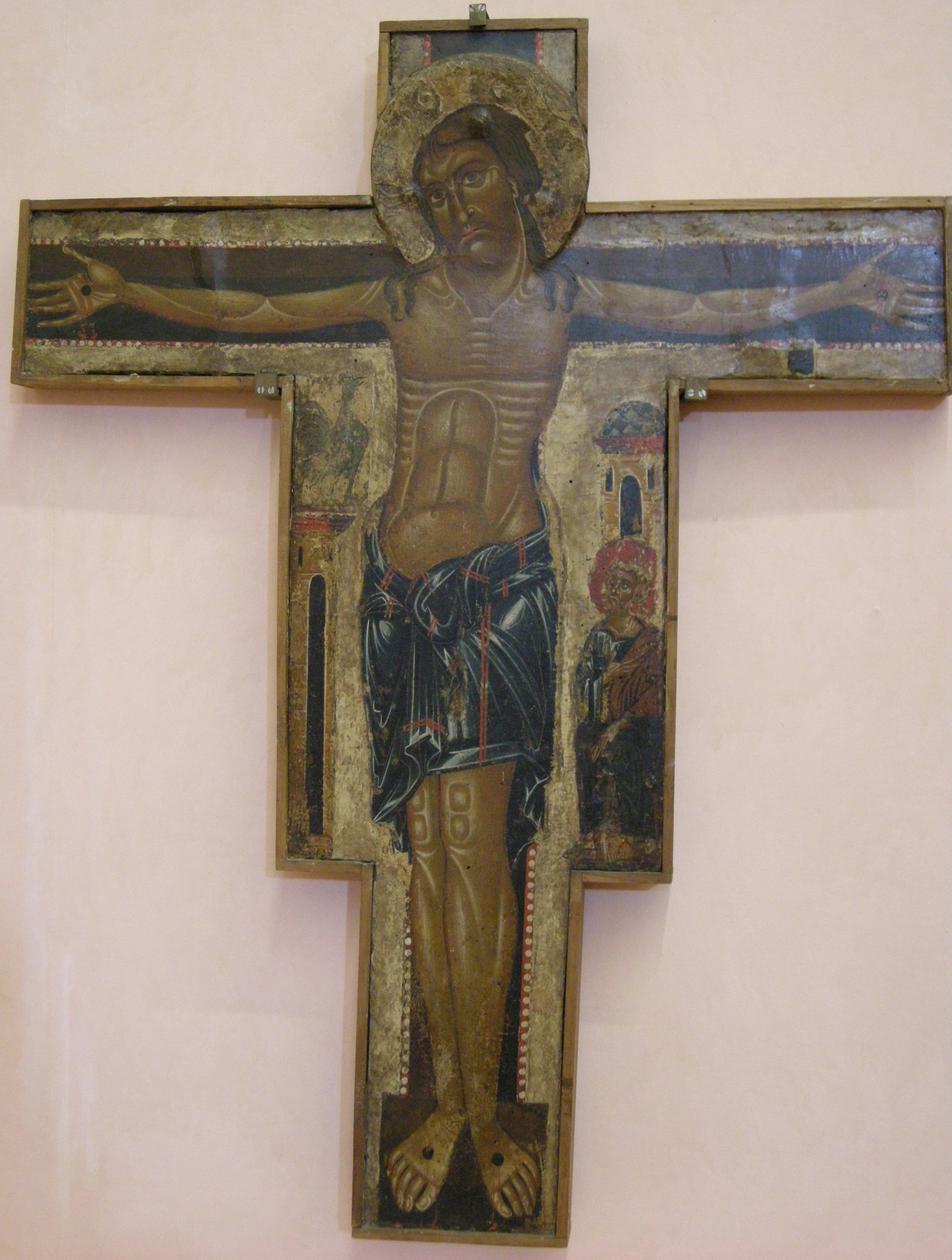
Maestro della Croce n. 434, Crocifisso sagomato

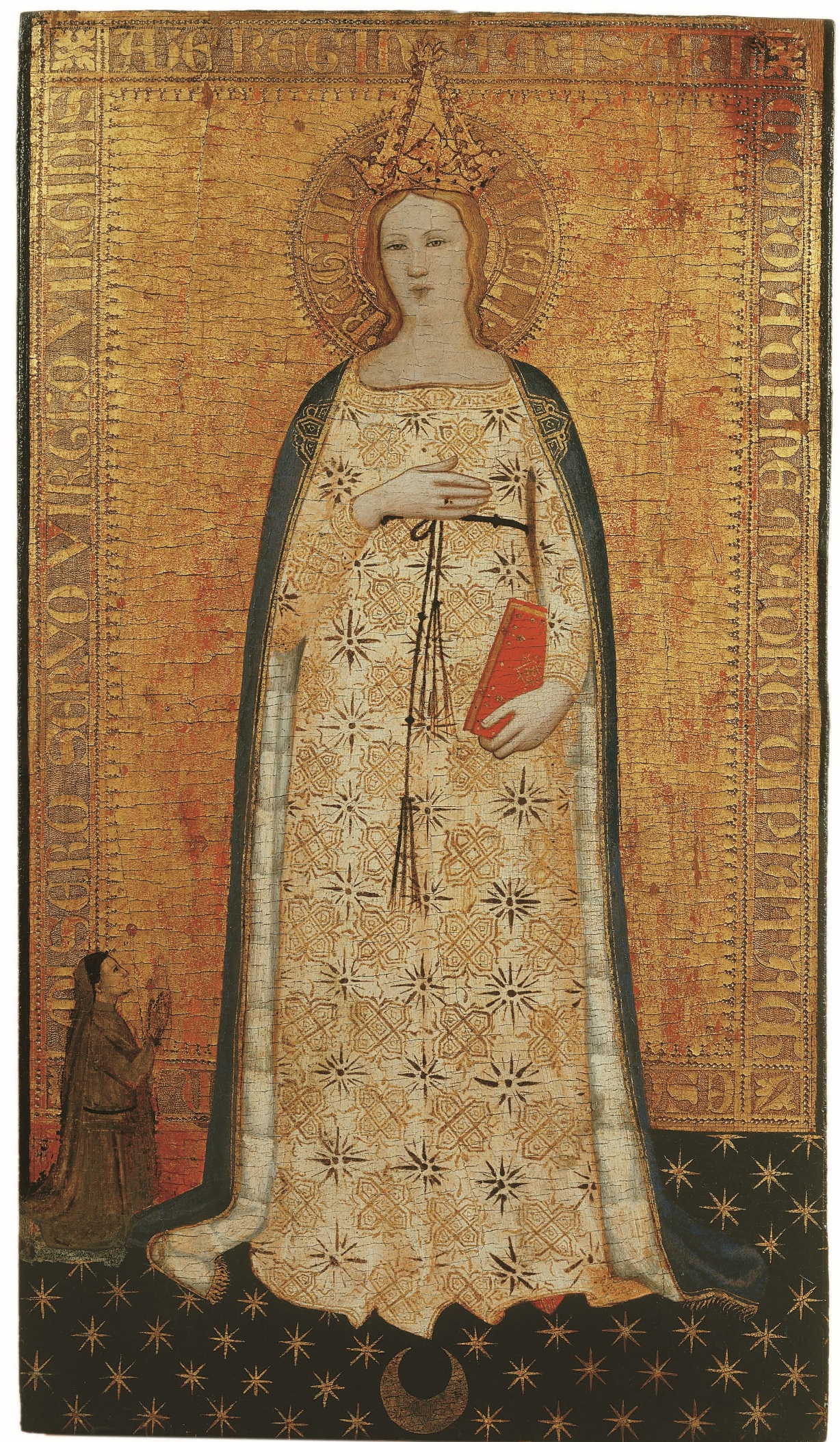
Nardo di Cione, Madonna del parto (1355-1360)

### Prima sala
La prima sala ospita una collezione di fondi oro che testimonia il nascere, alla fine del Settecento, del gusto per i "primitivi". Vi si trovano inoltre alcuni esempi di scultura su avorio e pittura su vetro.
Dipinti
- Maestro di Gagliano, Crocifisso sagomato, 1250-1260 circa
- Artista veneziano, Crocifissione e Quattro santi e quattro sante col donatore, 1300-1325 circa
- Taddeo Gaddi, Quattro santi, 1335-1340 circa
- Maestro della Croce n. 434, Crocifisso sagomato, 1230-1240 circa
- Cerchia di Ristoro d'Arezzo, Crocifisso sagomato, ultimo quarto del XII secolo
- Bernardo Daddi, San Giovanni evangelista, 1335-1340
- Seguace del Maestro della Santa Cecilia, Altarolo portatile con la Madonna col Bambino e altre scene, 1310-1315
- Taddeo Gaddi, Annunciazione, 1340-1345 circa
- Pittore senese, Crocifissione e Madonna col Bambino, sante e angeli, 1325-1350 circa
- Nardo di Cione, Madonna del parto e un donatore, 1335-1360
- Maestro di San Polo in Chianti, Quattro pannelli con santi, 1345-1350
- Jacopo di Cione, Scomparti laterali di altarolo portatile, 1370-1375 circa
- Agnolo Gaddi, Madonna dell'Umiltà tra santi, 1380-1385
- Agnolo Gaddi, Pentecoste, 1390-1395
- Maestro dell'altare di San Niccolò, Due coppie di santi, 1355-1360 circa
- Maestro della predella dell'Ashmolean Museum, Crocifissione, 1365-1370
- Jacopo da Firenze, Madonna col Bambino e santi, 1390-1395
- Pittore fiorentino, Ritratto del vescovo Luigi Maria Strozzi?, prima metà del XVIII secolo
- Maestro di Sant'Ivo, San Taddeo?, 1410-1420 circa
- Jacopo di Mino del Pellicciaio, Angelo annunziante e Vergine annunciata, 1345 circa
- Maestro della predella dell'Ashmolean Museum, Natività, Viaggio dei Magi, Circoncisione, Strage degli Innocenti, 1381-1385

Altro
- Manifattura francese, incoronazione dell'innamorato, avorio, 1325-1350 circa
- Artista dell'Italia centrale, Figura di santo martire, avorio, XI secolo
- Arte bizantina, Arcangelo gabriele, steatite, XII secolo
- Bottega di Giotto, Cristo in pietà tra i dolenti, vetro graffito a oro e dipinto, 1305-1310
- Seguace di Andrea Orcagna, Madonna col Bambino, marmo, 1365-1375 circa

### Seconda sala

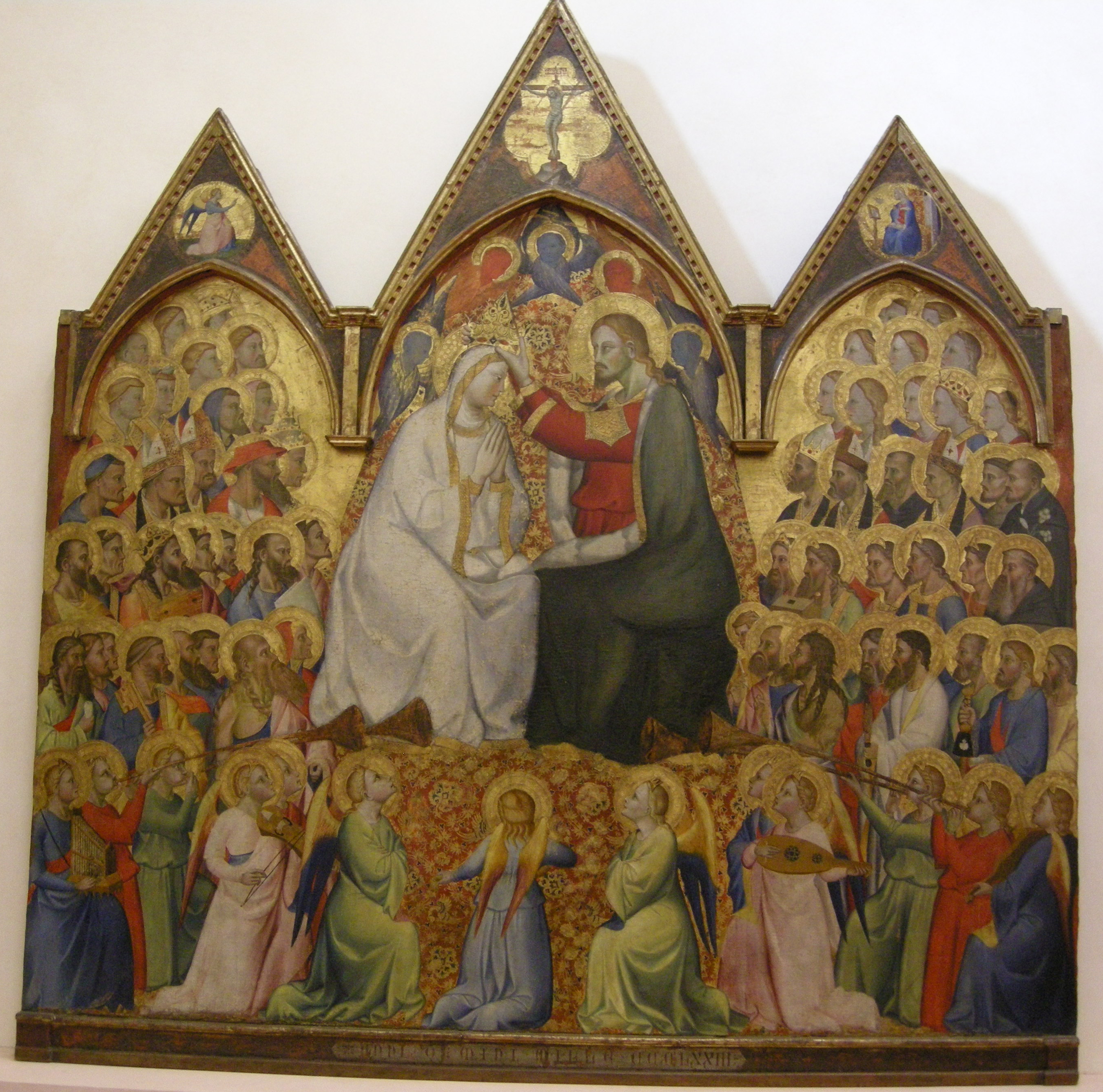
Giovanni del Biondo, Incoronazione della Vergine

Nella seconda sala continua la collezione della pittura fiorentina della seconda metà del Trecento e inizia quella dei pittori del XV secolo,,
- Giovanni di Nicola (attr.), Cristo in pietà tra le pie donne e santi, 1350 circa
- Lorenzo di Bicci, San Jacopo maggiore e san Nicola di Bari, 1395-1400
- Stefano di Antonio Vanni, Battesimo di san Pancrazio, Disputa di santa Caterina d'Alessandria, 1430-1435
- Bicci di Lorenzo, Gerarchie celesti (due frammenti), 1420-1425 circa
- Lippo d'Andrea, Due coppie di santi, 1430-1435 circa
- Lorenzo Monaco, Crocifissione con santi, 1420-1425 circa
- Giovanni dal Ponte, Due coppie di santi, 1410-1415 circa
- Giovanni del Biondo, Incoronazione della Vergine, 1373
- Scuola di Beato Angelico, Crocifissione e altre scene, 1435-1440 circa
- Domenico di Zanobi, Deposizione nel sepolcro, 1470-1475 circa
- Neri di Bicci, Croce astile dipinta, 1472-1475 circa
- Andrea di Giusto Manzini, Madonna col Bambino e dodici angeli, 1425-1430 circa
- Domenico di Michelino, Cristo in pietà tra i dolenti, 1450-1455 circa
- Maestro dei cassoni Campana, Incoronazione della Vergine e santi, 1515-1520 circa
- Jacopo del Sellaio, Quattro trionfi, 1480-1485 circa
- Neri di Bicci, Adorazione del bambino, 1470-1475 circa
- Jacopo del Sellaio, Santi nel deserto, 1485-1490 circa
- Scuola di Rogier van der Weyden, Ecce Homo e astanti, 1440-1450 circa
- Bottega di Sandro Botticelli, Madonna col Bambino e un angelo, 1475-1480 circa

### Terza sala

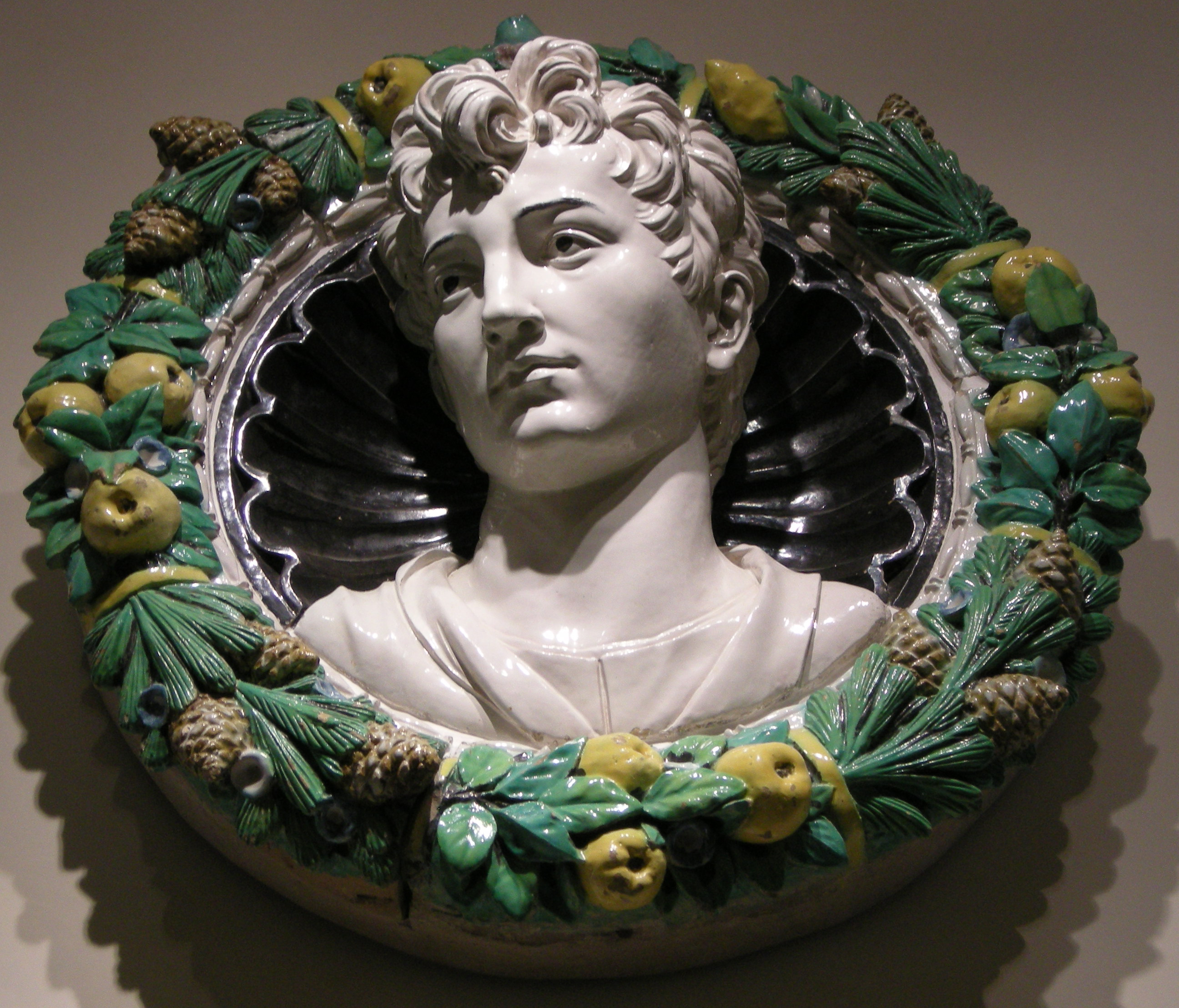
Andrea della Robbia, Effigie ideale di giovane detto sant'Ansano (1500 circa)

La terza sala conserva la raccolta di robbiane del canonico Bandini, oltre a qualche esempio di scultura in marmo e stucco.
- Andrea della Robbia, Madonna in adorazione del Bambino tra due angeli, 1495 circa
- Andrea della Robbia, Effigie ideale di giovane, 1500 circa
- Luca della Robbia il Giovane, Effigie ideale di fanciullo, 1500-1510 circa
- Mattia della Robbia, Serafino, 1490-1500 circa
- Giovanni della Robbia (attr.), Due putti con festoni, 1490-1495 circa
- Giovanni della Robbia, Visitazione, 1517 circa
- Giovanni della Robbia, Maddalena penitente, 1505-1510 circa
- Giovanni della Robbia, Giovanni Battista fanciullo nel deserto, 1520 circa
- Girolamo della Robbia (attr.), San Francesco, 1510-1515 circa
- Giovanni della Robbia, Gesù Bambino benedicente in una mandorla, 1510-1520 circa
- Giovanni della Robbia, Due angeli in volo, 1515-1520 circa
- Bottega di Giovanni della Robbia, Acroteri a palmetta, 1515-1525 circa
- Bottega di Giovanni della Robbia, Cornice da specchio con ghirlanda, 1510-1520 circa
- Bottega di Giovanni della Robbia, Tre mazzi di frutta, 1500-1510 circa
- Benedetto Buglioni, Incontro di Gesù e Giovanni Battista fanciulli, 1500-1510 circa
- Benedetto Buglioni, Santo cavaliere, 1510-1520 circa
- Santi Buglioni, Sant'Agnese, 1510-1520 circa
- Giovanni Bandini (attr.), Figura virile detta Autoritratto di Baccio Bandinelli con san Giovanni Evangelista, 1575-1580
- Seguace di Francesco da Sangallo, Sacra Famiglia con sant'Anna, 1570-1600 circa
- Benedetto Buglioni e bottega, San Romolo e i suoi due compagni martiri, 1515-1520 circa
- Bottega di Giovanni della Robbia, San Pietro, 1520 circa
- Giambologna (attr.), Adorazione dei pastori, 1565-1570 circa

### Quarta sala

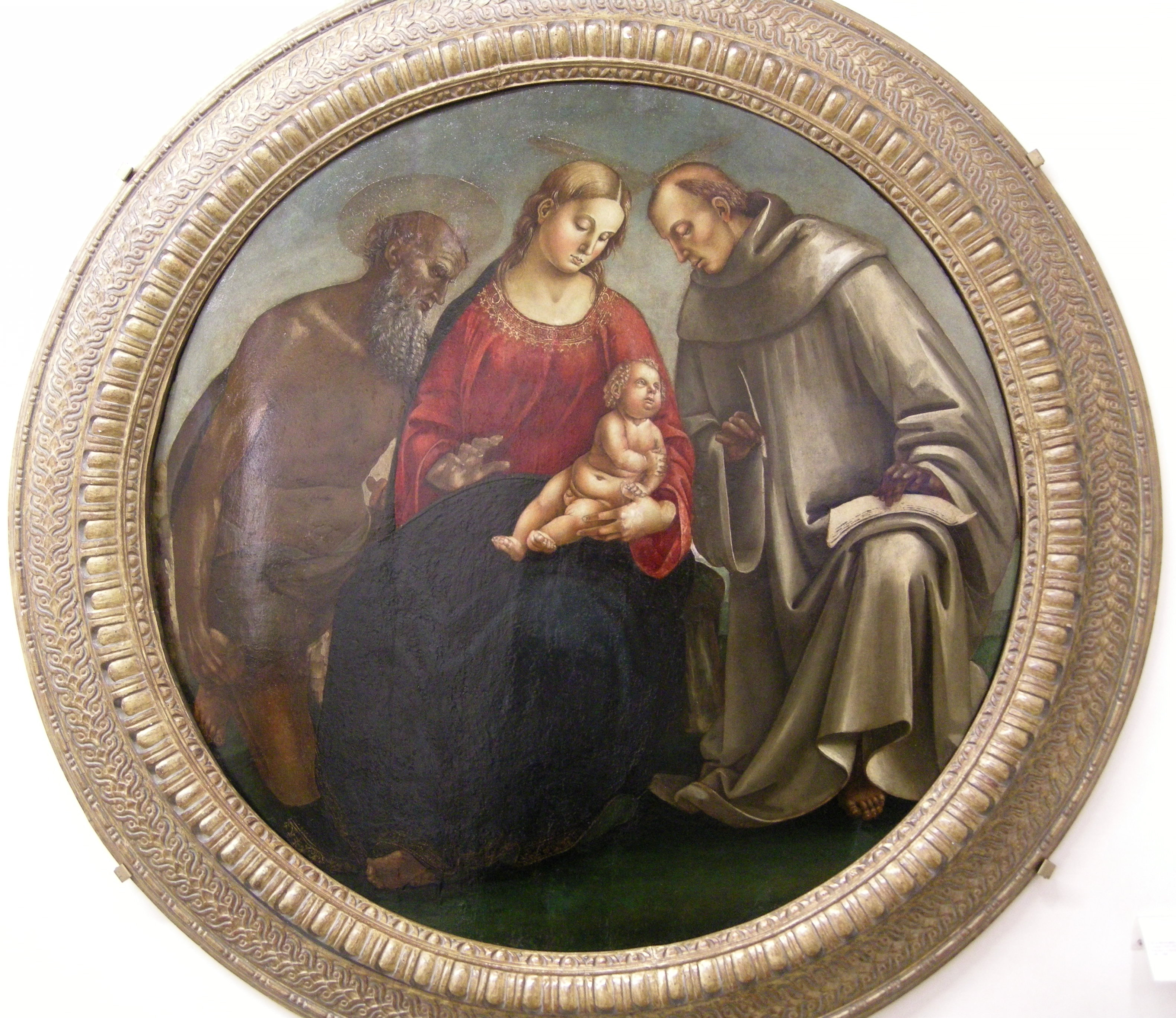
Luca Signorelli, Madonna col Bambino tra i santi Girolamo e Benedetto (1490-1500)

La quarta sala mostra alcune opere del pieno Rinascimento fiorentino.
- Seguace di Perin del Vaga, Madonna col Bambino, 1530-1540 circa
- Luca Signorelli, Tondo Baduel, 1492-1500 circa
- Francesco Botticini, Madonna col Bambino tra santi, 1480
- Cerchia di Fra' Bartolomeo, Madonna col Bambino tra i santi Donatoe Giovanni Gualberto, 1500-1510 circa
- Scultore fiorentino, Due mensole con Elia e putti e due mensole frammentarie con san Pietro e putti (dal Battistero di Firenze), primo quarto del XIV secolo
- Seguace di Benedetto da Maiano, Cristo Redentore, 1490-1500 circa